# Hartwick, New York
Hartwick är en kommun (town) i Otsego County i delstaten New York. Vid 2020 års folkräkning hade Hartwick 1 952 invånare.

## Kända personer från Hartwick
- William Henry Bissell, politiker
- Martin Grover, politiker